# جورج والاس د.
جورج والاس د. (بالإنجليزية: George D. Wallace)‏ هو ممثل أمريكي، ولد في 8 يونيو 1917 بنيويورك في الولايات المتحدة، وتوفي في 22 يوليو 2005 بلوس أنجلوس في الولايات المتحدة.

## أعمال

### أفلام
- (1955) جندي الحظ
- (1974) الجحيم المرتفع[3][4][5]
- (1994) فتاتي 2
- (1999) قوى الطبيعة[6]
- (2002) تقرير الأقلية[7]

### مسلسلات
- جاغ
- جوال تكساس ووكر
- دالاس
- ديناستي
- ذا والتونز

## وصلات خارجية
- جورج والاس د. على موقع IMDb (الإنجليزية)
- جورج والاس د. على موقع ألو سيني (الفرنسية)
- جورج والاس د. على موقع ألو سيني (الفرنسية)
- جورج والاس د. على موقع أول موفي (الإنجليزية)
- جورج والاس د. على موقع قاعدة بيانات برودواي على الإنترنت (الإنجليزية)
- جورج والاس د. على موقع قاعدة بيانات برودواي على الإنترنت (الإنجليزية)
- جورج والاس د. على موقع قاعدة بيانات برودواي على الإنترنت (الإنجليزية)
- جورج والاس د. على موقع قاعدة بيانات الأفلام السويدية (السويدية)
- جورج والاس د. على موقع قاعدة بيانات الفيلم (الإنجليزية)
- جورج والاس د. على موقع كينوبويسك (الروسية)